# Jurassic Fight Club
Jurassic Fight Club è una serie di falsi documentari, prodotta da History e andata in onda negli USA nel luglio 2008. In Gran Bretagna la serie è andata in onda con il titolo "Dinosaur Secrets".
La serie non è stata accolta bene dalla comunità scientifica che l'ha considerata più un incontro di wrestling tra dinosauri che un'opera divulgativa.

## Programma
In ogni puntata viene mostrato un ipotetico scontro tra dinosauri, che viene ricostruito (o inventato) a partire dai reperti fossili e dagli scheletri di dinosauri ritrovati durante gli scavi in un dato sito, i paleontologi propongono ipotesi che spieghino quello che è successo in passato e mostrate sotto forma di film; in ogni episodio ci sono sempre diversi dinosauri che, di volta in volta, si finge si siano scontrati e morti insieme.

## Creature
Di seguito è riportato un elenco degli animali preistorici presentati sinora nella serie:
- Majungasaurus (chiamato Majungatholus)
- Tyrannosaurus
- Nanotyrannus  (chiamato tirannosauro nano)
- Deinonychus
- Tenontosaurus
- Allosaurus
- Ceratosaurus
- Camarasaurus
- Stegosaurus
- Panthera leo atrox
- Arctodus simus
- Gastonia
- Carcharocles megalodon
- Brygmophyseter
- Utahraptor
- Pachyrhinosaurus
- Albertosaurus
- Edmontosaurus
- Dromaeosaurus
- Montanazhdarcho
- Bisonte delle Steppe

## Episodi
- Dinosauri cannibali: un maschio di Majungasaurus tenta di sedurre una femmina. A sua insaputa essa ha però un piccolo da difendere e, ben sapendo che il maschio lo ucciderebbe pur di accoppiarsi con lei, tenta di scacciarlo, minacciandolo e addirittura colpendolo con la testa. Nonostante ciò, a un certo punto il maschio nota il piccolo e cambia atteggiamento: poco a poco allontana col suo comportamento aggressivo la femmina la quale, impegnata a fronteggiare il maschio, non si accorge di ciò che ha intorno e inciampa su un albero caduto, rimanendo intontita. Il maschio ne approfitta per assalire il piccolo, scuotendolo con le mascelle e sbattendolo contro un tronco, finché non muore. A quel punto la femmina si rialza e attacca a sorpresa il maschio, paralizzandolo con un morso al collo. Accortasi che il cucciolo è morto, ne ingoia il corpo intero per poi, ancora affamata, gettarsi sul corpo e del maschio e divorarlo ancora vivo.
- Il cacciatore di T-rex: due Tyrannosaurus rex vanno a caccia, lasciando i loro due piccoli incustoditi. Un Nanotyrannus approfitta dell'assenza dei genitori per attaccare i cuccioli. Sfruttando la sua esperienza e agilità, il predatore riesce a buttare a terra uno dei piccoli tirannosauri, che non si rialza più. Comincia ad inseguire l'altro e lo sta per uccidere, quando il piccolo caduto si rialza e gli azzanna una zampa posteriore. Il nanotiranno, pieno di dolore e rabbia, si scaglia sul cucciolo che lo ha morso e lo uccide con un violento morso al collo. Si avventa quindi sull'altro piccolo e ancora una volta sul momento di ucciderlo è bloccato: la madre tirannosauro è tornata, scaccia subito il predatore e si contrappone tra lui e il cucciolo. Il nanotiranno decide comunque di attaccare il piccolo, puntando sulla sua agilità e velocità, ma la madre è più rapida e lo cattura con la bocca, uccidendolo rompendogli la colonna vertebrale con un morso. Infine, il tirannosauro stacca la testa al cadavere del nanotiranno con gli artigli, come monito per i futuri aggressori.
- Attacchi in branco: una mandria di Tenontosaurus sta migrando, quando viene all'improvviso attaccata da un branco di Deinonychus. I piccoli carnivori isolano un tenontosauro dal branco e gli balzano addosso tutti insieme ferendolo con gli artigli, ma l'erbivoro riesce a difendersi, utilizzando mosse da toro da rodeo per scrollarsi di dosso gli assalitori e uccidendone due, uno colpendolo con la coda e l'altro schiacciandolo a terra. I deinonici decidono di ritirarsi, ma riattaccano di notte, approfittando delle tenebre, del rumore di un temporale e della debolezza del tenontosauro, gravemente ferito durante il precedente attacco. La vittima riesce a uccidere altri quattro deinonici, ma alla fine muore sotto i colpi degli aggressori. Infine, i deinonici si dividono le spoglie della preda.

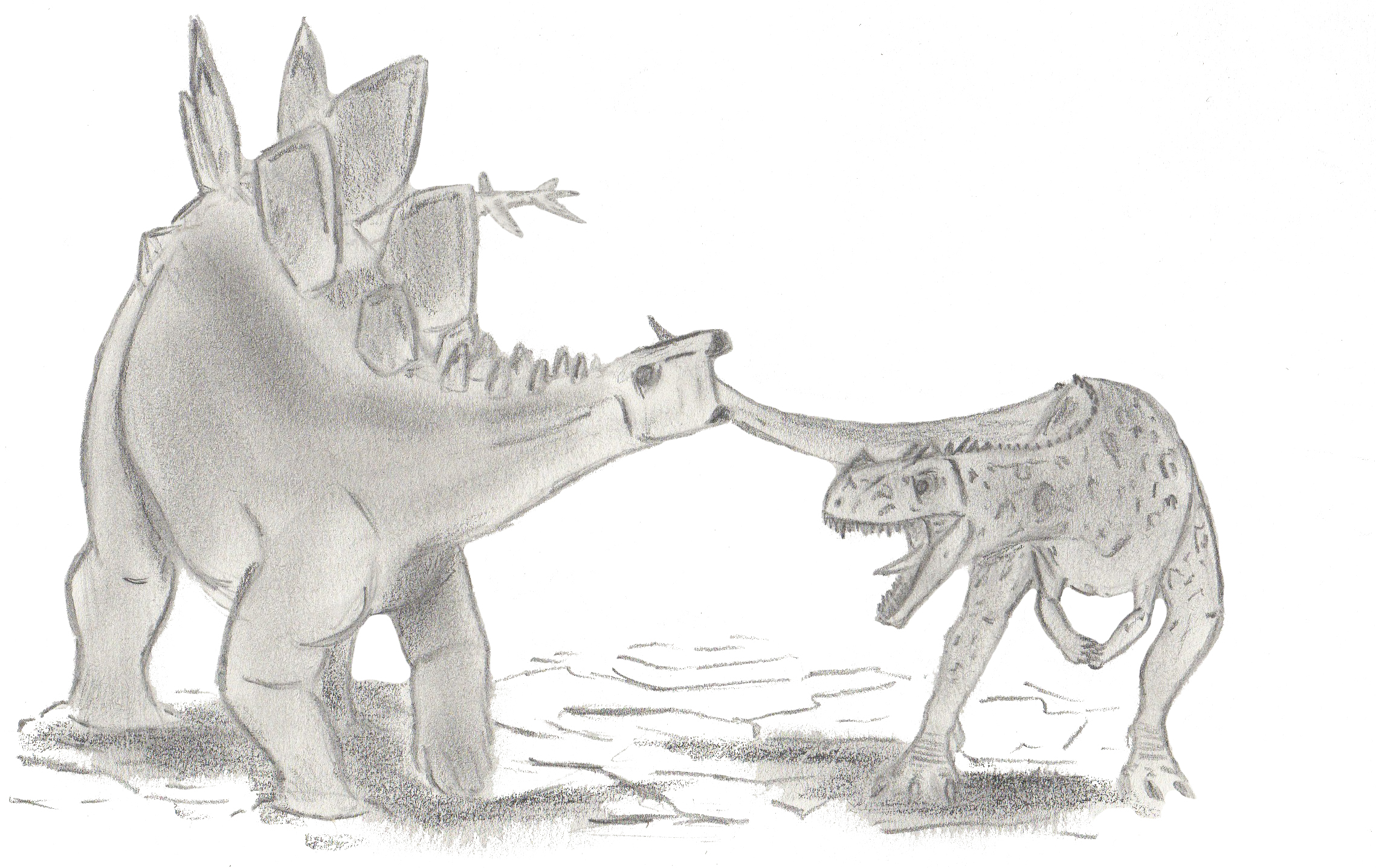
Disegno del Ceratosaurus e dello Stegosaurus del quarto episodio

- All'ultimo sangue: Giurassico. Durante la siccità, il letto di un lago prosciugato si trasforma in una trappola che impantana i dinosauri. Una femmina di Stegosaurus e il suo piccolo rimangono impantanati; attirato dai versi disperati, un Ceratosaurus arriva sul posto e uccide il piccolo stegosauro sotto lo sguardo impotente della madre intrappolata. In seguito arrivano tre Allosaurus attirati dall'odore del sangue del cucciolo, che circondano il ceratosauro e, dopo averlo tramortito con una carica, lo uccidono. Si rivolgono poi alla madre stegosauro alla quale però involontariamente liberano la coda dal fango appoggiando la zampa posteriore sulla testa, così lo stegosauro riesce a uccidere uno degli allosauri con una codata alla gola. Nel frattempo una famiglia di Camarasaurus arriva alla pozza, ma il maschio rimane intrappolato e il resto del branco scappa. Gli allosauri, vista la pericolosità dello stegosauro, decidono di attaccare il camarasauro e, con ripetuti assalti, gli feriscono gravemente i fianchi. Dopo una pausa dovuta al caldo, i due predatori riattaccano la vittima, ma il camarasauro riesce a uccidere uno dei due allosauri con una sferzata della coda e, con le energie dovute a quest'ultima, riesce ad alzare le zampe anteriori e a ricadere sulla testa dell'ultimo allosauro, fracassandogliela e uccidendolo. Ma il suo destino è comunque segnato, non riesce più a liberarsi e muore di stenti.
- Killer degli abissi: nelle acque dell'Oceano Pacifico a nord del Giappone un Brygmophyseter nuota solitario. Un Megalodon si avventa all'improvviso sul cetaceo, tranciandogli una pinna con un solo morso. Si allontana momentaneamente, per poi riattaccare dall'altro lato, staccando anche l'altra pinna della preda. Infine il megalodonte sferra un ultimo attacco, mordendo la coda dell'animale e togliendo al brigmofisetere ogni possibilità di fuga. Nel frattempo i versi d'aiuto del capodoglio preistorico hanno attirato i suoi compagni: il branco di cetacei prima stordisce lo squalo con il loro potente sonar, poi un esemplare colpisce il megalodonte con il rostro. In seguito tre brigmofiseteri azzannano il megalodonte, uno alla pinna dorsale, uno al fianco e uno alla coda. Quando lasciano lo squalo il suo corpo, ferito e stordito, si inabissa. I compagni tentano di aiutare il capodoglio ferito, ma è troppo tardi: incapace di nuotare, esso muore annegato. Nel frattempo il megalodonte si è ripreso dalle ferite e si avventa sulla carcassa del brigmofisetere, divorandola.
- Da predatore a preda: una coppia di Ceratosaurus si divide per la caccia. La femmina si apposta dietro una roccia in attesa di balzare sulle prede che il maschio condurrà verso di lei. Non sa però che a sua volta è osservata da un Allosaurus. Il grande predatore le tende un agguato, quindi scatta sul ceratosauro e lo uccide con un morso al collo. Nel frattempo il ceratosauro maschio sente i ruggiti disperati della femmina e corre al luogo dove è appostata. Qui vede l'allosauro e capisce che è stato lui a uccidere la femmina. Il predatore si avventa sul ceratosauro ma questi riesce a scappare e ad attirare l'allosauro nella foresta fitta, dove l'avversario non riuscirebbe a battersi bene. Qui il ceratosauro balza sul dorso dell'allosauro e lo ferisce gravemente al collo con vari morsi. L'allosauro riesce però a scrollarsi di dosso il nemico e lo azzanna alla schiena, scuotendolo violentemente e infine uccidendolo, fracassandogli la testa contro un tronco. Anche se non è specificato nel documentario e non è fatto vedere nella ricostruzione, dalla posizione dei fossili nel sito si può intuire che anche l'allosauro è morto di lì a poco a causa delle ferite riportate durante il combattimento con il ceratosauro.

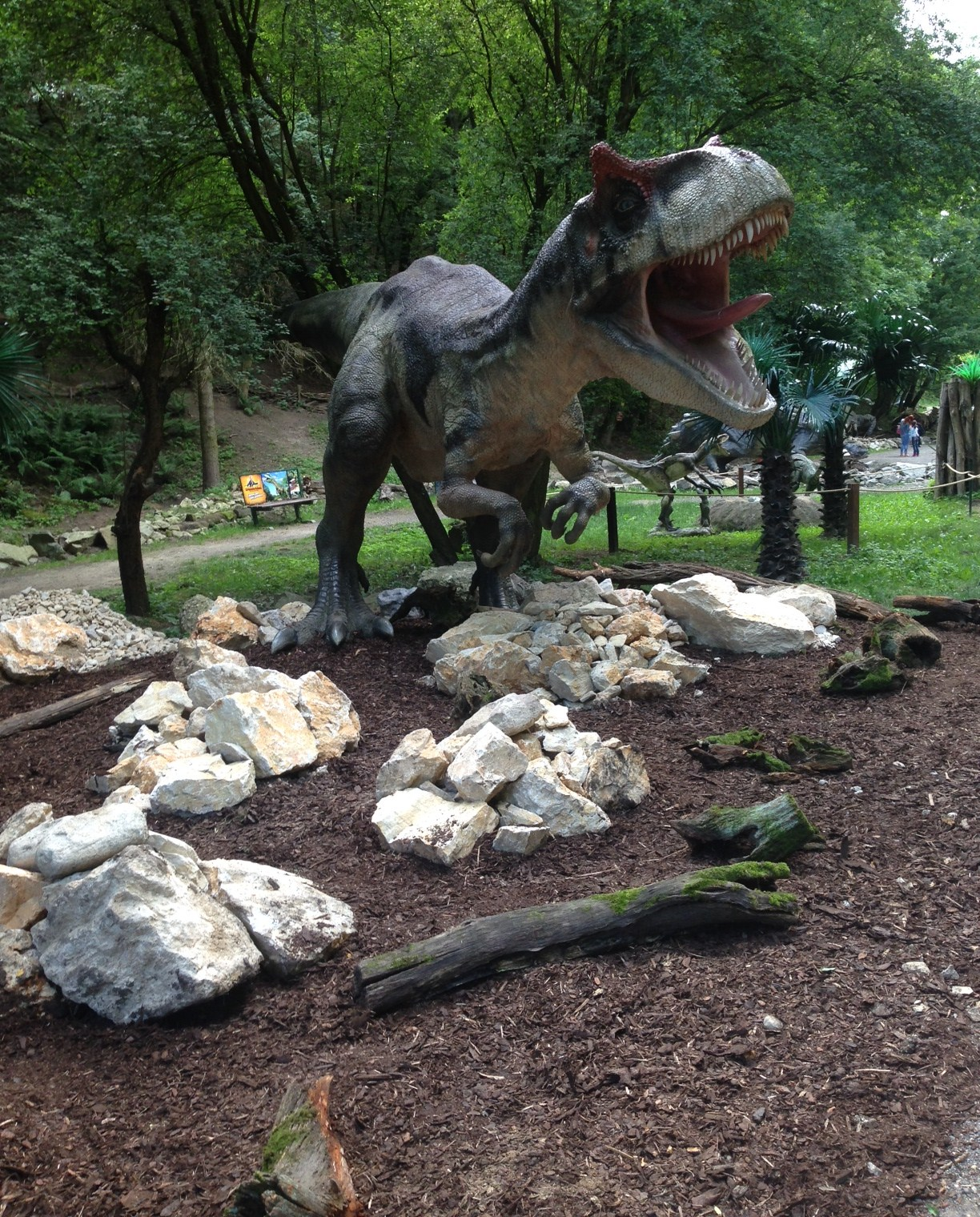
Ricostruzione di Allosaurus, identica a quella del documentario

- Killer primordiali: Gli scienziati esaminano l'evoluzione dei dinosauri predatori confrontando Allosaurus, Utahraptor, Majungasaurus, Albertosaurus e Tyrannosaurus rex per vedere chi è più pericoloso.
- Scontro finale: Durante la siccità uno Utahraptor in cerca di cibo scorge un Gastonia assetato. Il predatore tenta un agguato, ma il Montanazhdarcho che l'erbivoro porta sulla schiena lo scorge e vola via, facendo allertare il dinosauro corazzato. Questi si posiziona in maniera difensiva, ma lo utahraptor è troppo veloce e riesce a dare un morso alla zampa anteriore destra del gastonia. Mentre morde il carnivoro è però colpito da una codata dell'erbivoro a una zampa posteriore. Quando lo utahraptor cade a terra, il gastonia si disinteressa e ritorna a cercare l'acqua. Ed è a quel punto che il raptor attacca: approfittando della distrazione del gigante, lo colpisce con il suo enorme artiglio al costato, per poi ritirarsi. Ferito ma non mortalmente, il gastonia si rimette in posizione difensiva. Lo utahraptor si prepara al salto finale per sventrare la preda, ma durante il balzo il gigante corazzato si sposta e così l'assalitore si ritrova la zampa infilzata tra le lame affettatrici del fianco del gastonia. L'erbivoro provoca una terribile ferita sulla coscia del predatore, che riesce comunque a liberarsi e decide di lasciare stare la vittima. Alla fine sia il gastonia che lo utahraptor sopravviveranno alle ferite riportate durante lo scontro, ma entrambi moriranno poco tempo dopo di stenti.
- Mostri dei ghiacci: alla fine dell'Era Glaciale un Leone americano abbatte un Bisonte delle steppe. L'odore della carne attira un Orso dal muso corto che vuole sottrargliela. Il leone ruggisce per intimidire l'orso, ma l'intruso non cede, così il felino attacca. Le due belve si afferrano e graffiano con gli artigli e si mordono, ma nessuno dei due prevale. Stanchi, i due animali si separano e si riposano, per poi riprendere a lottare poco dopo. Inavvertitamente mentre lottano i due carnivori si allontanano dalla carcassa del bisonte, fino ad arrivare sull'orlo di un burrone. Dopo un altro po', i due combattenti si fermano a riposarsi di nuovo. L'orso, che si riprende più in fretta, attacca per primo, ma il leone riesce a ghermirlo e a cominciare a soffocarlo, ma l'orso riesce a liberarsi dalla stretta dell'aggressore. Infine il leone, esausto, tenta un ultimo attacco, ma l'orso intercetta il balzo del predatore e lo colpisce con una zampata, facendolo cadere. Il felino precipita giù dal burrone e muore sfracellandosi la schiena sulle rocce. Una volta controllato che il nemico sia morto, l'orso ritorna alla carcassa e divora il bisonte.
- Il Fiume della Morte: durante la migrazione verso sud, una mandria di Pachyrhinosaurus viene aggredita da un branco di Albertosaurus. I grandi predatori radunano la mandria davanti alla riva di un fiume. Spinto dalla calca e dalla confusione, un pachirinosauro si separa dal gruppo, inseguito a ruota da uno degli albertosauri. I due animali si fermano in un bosco e cominciano a duellare. Dopo una breve lotta, l'albertosauro riesce a spingere la preda a terra ma, mentre l'attacca, il pachirinosauro si rialza e colpisce con il corno la zampa posteriore del predatore. L'agile albertosauro riesce comunque a evitare che il corno penetri in profondità, dunque la ferita si rivela solo un lieve danno. Infuriato, l'albertosauro attacca di nuovo il pachirinosauro e, dopo una breve colluttazione, riesce a mordere il collo della preda e ad ucciderla. Intanto, giù al fiume, gli altri albertosauri sospingono i pachirinosauri nel fiume: in genere questi grandi animali sanno nuotare, ma questa volta lo stress, il caos, la calca e la forte corrente faranno annegare tutta la mandria. Infine i corpi dei pachirinosauri morti si riversano su un'ansa del fiume, e gli albertosauri divorano le carogne.
- Raptor vs T-rex: un Edmontosaurus subadulto sta attraversando una foresta quando viene attaccato da un branco di Dromaeosaurus. I piccoli carnivori sospingono la preda in una zona di fitta foresta, dove la folta vegetazione impedisce al grande erbivoro di contrattaccare con le sue potenti armi, le dimensioni e la coda. I dromeosauri sferrano attacchi con gli artigli ai fianchi dell'edmontosauro da tutti i lati, confondendolo con i loro versi. A un tratto un dromeosauro sbaglia il salto e atterra ai piedi dell'edmontosauro, che subito lo schiaccia uccidendolo. In seguito l'edmontosauro riesce ad uccidere un altro dromeosauro afferrandolo in pieno volo con la bocca e lanciandolo contro un tronco, fracassandogli la cassa toracica. Siccome la pelle dei fianchi dell'edmontosauro è troppo spessa per essere ferita gravemente, la femmina dominante del branco cambia tattica: concentra gli attacchi sulla gola e sulla testa della vittima. La tecnica funziona e dopo pochi minuti, l'edmontosauro crolla al suolo, morto. I dromeosauri si apprestano a divorare la carcassa ma sono interrotti: attirato dai rumori della battaglia, un Tyrannosaurus si fa avanti ruggendo e reclamando il possesso dell'edmontosauro. I dromeosauri sono troppo stanchi per difendere la preda e se ne vanno. Il tirannosauro solleva la carcassa per portarla via, ma nel farlo, si stacca la coda, che sarà l'unica parte della preda che i dromeosauri potranno mangiare.
- Armageddon: gli scienziati investigano sull'estinzione dei Dinosauri.